# Операция «Энтеббе»

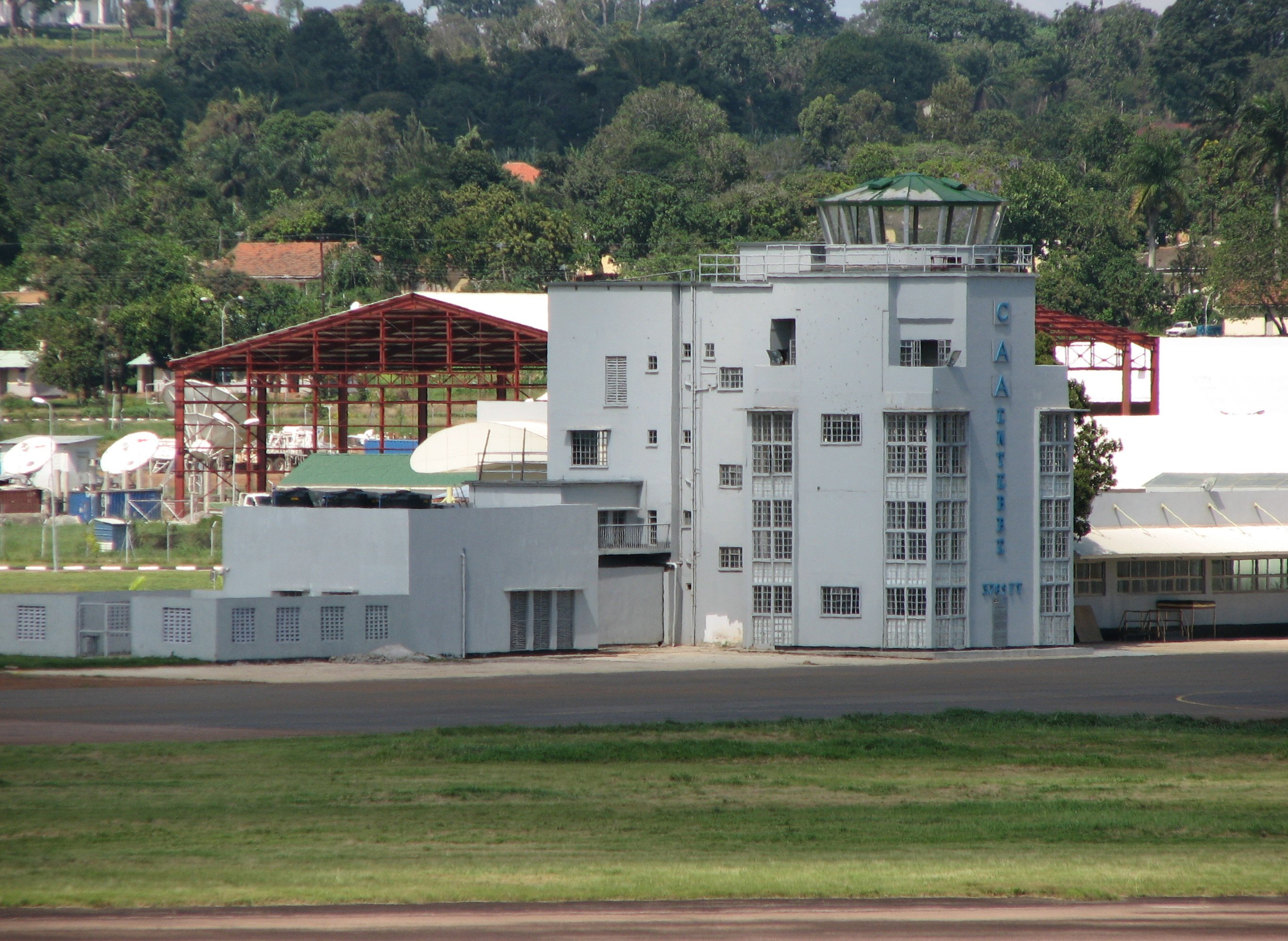
Старый терминал аэропорта в Энтеббе, 2008 год

Опера́ция «Энте́ббе» (ивр. מבצע אנטבה‎, мивца́ энтэ́бэ), опера́ция «Йоната́н» (ивр. מבצע יונתן‎, мивца́ йоната́н), кодовое название операции: «Шаровая молния» (ивр. כדור הרעם‎, каду́р ха-ра́ам) — рейд особых подразделений Армии обороны Израиля 4 июля 1976 года для освобождения пассажиров самолёта Airbus A300 авиакомпании Air France, захваченного террористами из организаций НФОП и Революционные ячейки. Позднее операция получила неофициальное название «Йонатан» в честь погибшего командира группы Йонатана Нетаньяху.

## Предыстория
27 июня 1976 года боевики пропалестинских организаций НФОП и Революционные ячейки захватили пассажирский самолёт Airbus A300B4-203 компании «Air France», следовавший рейсом Тель-Авив — Афины — Париж. По приказу террористов самолёт совершил посадку в аэропорту Энтеббе близ столицы Уганды Кампалы. Пассажиров и команду самолёта удерживали в старом здании аэропорта. 29 июня террористы отделили 83 заложника с израильскими паспортами от других заложников и перевели их в отдельную комнату. Пассажиры с неизраильскими паспортами и нееврейскими именами были освобождены (всего 47 человек). На следующий день угонщики позволили 101 неизраильскому заложнику улететь на прибывшем самолёте «Air France». Экипаж самолёта отказался покинуть заложников. Всего осталось 105 заложников — израильские граждане и экипаж во главе с его командиром Мишелем Бако. Все они находились под угрозой гибели.

## Операция
Руководство ЦАХАЛа разработало и провело операцию по спасению заложников. Четыре самолёта с сотней коммандос пролетели 4000 км до Уганды. Операция была разработана в течение недели и проведена за полтора часа. В результате 102 заложника были освобождены и доставлены в Израиль. Пять коммандос были ранены, командир группы подполковник Йонатан Нетаньяху — убит. Трое заложников, 7 террористов и 30-40 угандийских солдат были убиты, по американским заявлениям 30 самолётов МиГ-17 и МиГ-21 угандийских ВВС были выведены из строя (по израильским всего атаковано было лишь 8 угандийских самолётов, из которых некоторые загорелись). 24 часа спустя угандийские офицеры убили заложницу, пребывавшую в близлежащем госпитале Кампалы.

## Террористы
Состав террористов: восемь из НФОП, Вади Хаддад, а также двое левых террористов из «Революционных ячеек», Вильфрид Бёзе и Бригитта Кульман. Поддержку террористам оказывал пропалестинский режим Уганды Иди Амина. Захват заложников был предпринят, чтобы вынудить правительства ряда государств освободить 53 заключённых (среди них члены РАФ и «Движения 2 июня»), находившихся в тюрьмах на территориях Израиля, Франции, ФРГ, Швейцарии и Кении.

## Захват самолёта
27 июня Airbus A300B4-203 (бортовой номер F-BVGG) рейса AF139 компании Air France, совершавший рейс Тель-Авив—Афины—Париж, готовился вылететь из международного аэропорта Эллиникон в Афинах. На его борту находились 252 пассажира и 12 членов экипажа. Вскоре после вылета в 12:30 самолёт был захвачен сводной террористической группой из четырёх человек, в состав которой входили 2 члена организации «Народный фронт освобождения Палестины» (крыло внешних операций) и двое немцев из организации «Революционные ячейки» Вильфрид Бёзе и Бригитта Кульман. Угонщики приказали экипажу лететь в Бенгази (Ливия). Там самолёт простоял 7 часов, в ходе которых была проведена заправка топливом. У одной из заложниц начались преждевременные роды, её отпустили и отправили в больницу. Самолёт вылетел из Бенгази и 28 июня в 15:35 (сутки спустя после вылета из Тель-Авива) приземлился в аэропорту Энтеббе (Уганда). В Энтеббе к четырём террористам присоединились ещё четверо. Террористы выдвинули требование об освобождении 53 палестинцев (40 отбывали заключение в Израиле и 13 — в тюрьмах Кении, Франции, Швейцарии и ФРГ). В случае невыполнения их требований до 1 июля 1976 года террористы угрожали начать расстреливать заложников.
Террористы выделили из числа заложников группу евреев и израильтян. В 2011 году один из заложников Илан Хартув заявил, что угонщики отделили только израильтян. Один из евреев, переживший Холокост, показал террористу Бёзе регистрационный лагерный номер, вытатуированный на его руке. Бёзе заявил, что является не нацистом, а лишь идеалистом.
Согласно показаниям Илана Хартува, террористы прямо заявляли заложникам, что они настроены против Израиля, а не против евреев. Среди освобождённых пассажиров было несколько евреев, в том числе 2 студента института иешивы из Бразилии.
Неделю заложников удерживали в транзитном зале аэропорта Энтеббе (сейчас — старый терминал). Некоторые из заложников были освобождены, но 106 продолжали пребывать в заключении. Террористы угрожали перебить их, если Израиль не выполнит их требований.
После заявления террористов о том, что экипаж самолёта и нееврейские пассажиры будут освобождены и посажены на другой самолёт авиакомпании Air France, который прилетит в Энтеббе, чтобы их забрать, командир экипажа Мишель Бако заявил угонщикам, что он несёт ответственность за всех пассажиров, включая тех, кто остался, и что он не покинет их. Французская монахиня также отказалась уйти, настаивая, чтобы вместо неё улетел один из заложников, но угандийские солдаты затолкали её в ожидающий самолёт Air France. Всего осталось 85 израильских и неизраильских, но еврейских заложников и 20 прочих, большинство из которых составил экипаж Airbus A300.

### Заложники
На борту самолёта было 248 пассажиров и 12 членов экипажа (все французы). Из остававшихся в заложниках на момент операции 106 человек четверо были убиты и десять получили ранения. Из 260 человек, находившихся на борту, 256 вернулись домой.
| Гражданство      | Пассажиры |
| ---------------- | --------- |
| Бельгия          | 4         |
| Дания            | 2         |
| Франция          | 42        |
| Греция           | 25        |
| Германия         | 1         |
| Израиль          | 84        |
| Италия           | 9         |
| Япония           | 1         |
| Республика Корея | 1         |
| Испания          | 5         |
| Великобритания   | 30        |
| США              | 32        |
| Всего            | 248       |

## Подготовка к операции
После того как президент Иди Амин позволил нескольким палестинским террористам присоединиться к угонщикам, стало ясно, что дипломатического решения с угандийским правительством найти не удастся. Угонщики начали разделять заложников на группы: тех, кому разрешалось уйти, и тех, кто вынужден был остаться. Долгое время считалось, что Израиль пытался найти дипломатическое решение вопроса и не оставалось другого выхода, кроме как разработать план атаки. Однако рассекреченные в 2015 году Израилем документы об операции свидетельствуют о том, что изначально планировался силовой вариант операции и переговоры были только отвлекающим манёвром.
За неделю до проведения операции израильское правительство пыталось найти политические средства для освобождения заложников. Кабинет министров Израиля был готов освободить палестинских заключённых, если военное решение представится невозможным. Отставной офицер ЦАХАЛа Барух «Бурка» Бар-Лев в течение многих лет знал Иди Амина и был его личным другом. По просьбе кабинета министров он множество раз разговаривал с Амином по телефону, пытаясь договориться об освобождении заложников, но эти переговоры не имели успеха. Правительство Израиля рассчитывало также на помощь американского правительства. Израильтяне надеялись на то, что США попросит президента Египта Анвара Садата связаться с Амином и предложить ему освободить заложников.
Согласно рассекреченным документам, египетское правительство под руководством Садата попыталось договориться как с фронтом освобождения Палестины, так и с правительством Уганды, для чего отправило специального посланника Хани аль-Хасана для ведения переговоров с Угандой, однако переговоры не состоялись, так как к тому времени израильтяне уже провели операцию.
1 июля (предельный срок, установленный террористами) израильское правительство вступило в переговоры с угонщиками с целью добиться переноса срока до 4 июля. Амин также поддержал эту просьбу, обратившись к террористам. Это означало, что он сможет совершить дипломатическую поездку в Порт-Луи (Маврикий), чтобы передать пост председателя Организации африканского единства Сеусагуру Рамгуламу. Перенос срока имел критическое значение для израильской армии, поскольку давал достаточно времени, чтобы достичь Энтеббе.
3 июля кабинет министров Израиля одобрил операцию под командой генерал-майора Йекутиэля Адама. Заместителем командира стал Матан Вильнаи. Проведением наземной операции командовал бригадный генерал Дан Шомрон.
Израильские стратеги приступили к планированию операции, пришлось учесть возможность вооружённого сопротивления со стороны угандийских солдат, его надо было преодолеть. Бывший тогда министром обороны Шимон Перес вспоминает, что командующий ВВС Израиля Биньямин Пелед поинтересовался, собирается ли Перес захватить только аэропорт Энтеббе или всю Уганду:

Я спросил: в чём разница? В ответ он заявил, что для захвата Энтеббе понадобится 100 бойцов, а для того, чтобы захватить всю Уганду, — 500. Я сказал ему, что ограничусь Энтеббе, что захватывать всю Уганду нет необходимости.

Один из командиров спецназа Муки Бецер 4 месяца находился в Уганде с военной миссией Армии обороны Израиля и хорошо знал уровень подготовки солдат угандийской армии. Выяснилось также, что аэропорт Энтеббе строила израильская фирма, и нашлись чертежи. Моссад отправил в Уганду своего агента, которому удалось сделать несколько фотоснимков в аэропорту. Согласно данным военной разведки, в районе Энтеббе находилось 21 тысяча угандийских солдат и 267 единиц бронетехники. В самом аэропорту было 50 боевых самолётов МиГ-17 и МиГ-21.
Подполковник Йошуа Шани, ведущий пилот операции, заявил, что израильтяне вынашивали альтернативный план по выброске военно-морских коммандос в озеро Виктория, с целью спасти заложников. Предполагалось, что коммандос доплывут на резиновых лодках до аэропорта, расположенного на берегу озера Виктория. После истребления террористов и освобождения заложников они должны были потребовать у Иди Амина свободный проход домой. Этот план был отклонён, поскольку у израильтян не оставалось времени.
Шани также заявил: «Вся операция была спланирована за 48 часов. Планирование операции подобно другой военной операции могло занять месяц, два, полгода или больше, у нас было только два дня, мы могли проработать только 2 % плана, оставив 98 % на импровизацию».
Моссаду удалось построить чёткую картину местонахождения заложников, числа террористов и уровня участия угандийских войск благодаря информации, полученной в Париже от освобождённых заложников. В ходе подготовки к операции командование армии обороны Израиля консультировалось с израильскими фирмами, участвовавшими в строительных проектах в Африке в 1960-е и 1970-е годы. ЦАХАЛ возвела частичную копию терминала аэропорта с помощью гражданских строителей, некогда построивших оригинал.
В ходе планирования операции стало ясно, что, несмотря на сочувствие к заложникам, которое могли испытывать лидеры некоторых стран Восточной Африки, никто не хотел навлекать на себя гнев Иди Амина (Уганда к тому времени превосходила соседей в военном отношении), помогая правительству Израиля провести любую потенциальную акцию или вторжение на угандийскую территорию. Самолётам Локхид С-130 «Геркулес» Армии обороны Израиля не хватило бы горючего, чтобы долететь до Кампалы и обратно без дозаправки (с учётом загрузки и соображений операции). Также не было возможности произвести заправку 4—6 самолётов в воздухе так далеко от воздушного пространства Израиля. Кроме того, самолёты Армии обороны Израиля, несущие вооружение, не могли нарушить воздушное пространство какой-либо суверенной страны без специального разрешения правительства этой страны. В противном случае нарушение воздушного пространства могло быть расценено как акт прямой агрессии. Было ясно, что проведение операции невозможно без помощи, по меньшей мере, одного из правительств региона Восточной Африки, но ни одно из них, включая Кению (логически несомненный выбор), не желало идти против Иди Амина или палестинцев. Некоторые члены еврейско-израильской общины в Найроби (включая влиятельного еврея Блока — владельца сети отелей) использовали своё немалое политическое и экономическое влияние на президента Кении Джомо Кениату, чтобы поддержать усилия дипломатической миссии Израиля в Найроби. В результате израильскому правительству удалось добиться разрешения для самолётов боевой группы ЦАХАЛ пересечь воздушное пространство Кении и приземлиться для дозаправки в аэропорту Эмбакаси (ныне международный аэропорт имени Джомо Кениаты).
Согласно интервью Associated Press от 5 июля 2006 года с одним из организаторов рейда Муки Бецером из Моссада, оперативники подробно расспросили освобождённых заложников. Бецер сообщил об одном из пассажиров, французском еврее, обладавшем военной подготовкой и «феноменальной памятью», позволившей ему дать очень полезную информацию о числе и вооружении террористов. После нескольких дней сбора информации и планирования четыре самолёта ВВС Израиля С-130 «Геркулес» под покровом ночи тайно прилетели в аэропорт Энтеббе, обойдясь без помощи его диспетчеров.

## Наземная группа
Израильская наземная группа насчитывала приблизительно сотню человек и состояла из следующих отрядов:
- Наземное командование и группа контроля

Эта небольшая группа включала в себя командующего наземной группой бригадного генерала Шомрона, связистов и персонал поддержки.
- Штурмовой отряд

Отряд в 29 человек, состоявший целиком из коммандос Сайерет Маткаль, под командой подполковника Йонатана Нетаньяху (родной брат Биньямина Нетаньяху, который впоследствии трижды становился премьер-министром Израиля). Главной задачей отряда был штурм здания старого терминала и освобождение заложников. Майоры Бецер и Вилнай возглавляли две штурмовые группы отряда.
Непосредственно захватом терминала занималась группа из 32 солдат на двух автомобилях. 15 человек под командованием Муки Бецера должны были ворваться в терминал и освободить заложников, остальные под командованием Нетаньяху обеспечивали поддержку снаружи.
- Отряд поддержки

Задача:
1. Обезопасить местность и предотвратить нападение враждебных сил на самолёты С-130 «Геркулес» и вмешательство в процесс освобождения заложников.
2. Уничтожить эскадрилью самолётов МиГ, находившихся на земле, чтобы предотвратить любое возможное вмешательство со стороны ВВС Уганды.
3. Обеспечить защиту и помощь в посадке заложников на борт самолётов.
4. Помощь при наземной заправке самолётов.

Сайерет Маткаль была задействована как подразделение захвата, а Сайерет Голани (Северный округ) и Сайерет Цанханим (Центральный) — как подразделения вмешательства. Подразделения вмешательства действовали во внешнем круге, препятствуя угандийским солдатам приблизиться к зданию терминала, штурм которого (внутренний круг) проводила Сайерет Маткаль.

## Операция

### Маршрут полёта
Самолёты, выполнявшие операцию, пролетели над Шарм-эш-Шейхом и вышли на международную линию полётов над Красным морем, придерживаясь высоты не более чем в 30 м, чтобы избежать обнаружения египетскими, суданскими и саудовскими радарами. У южного выхода из Красного моря авиагруппа повернула на юг и пролетела над Джибути, затем повернула к Найроби, пролетев западнее Сомали и над районом Огаден (Эфиопия), после чего направилась на юго-запад через Восточно-африканский рифт и озеро Виктория.
Самолёты с десантом сопровождали два самолёта «Боинг-707». На борту первого Боинга находился полевой госпиталь. Этот самолёт приземлился в международном аэропорту имени Джомо Кениаты. На борту второго Боинга находился командующий операцией генерал Йекутиеэль Адам. В ходе операции второй Боинг кружил над Энтеббе.

### Освобождение заложников

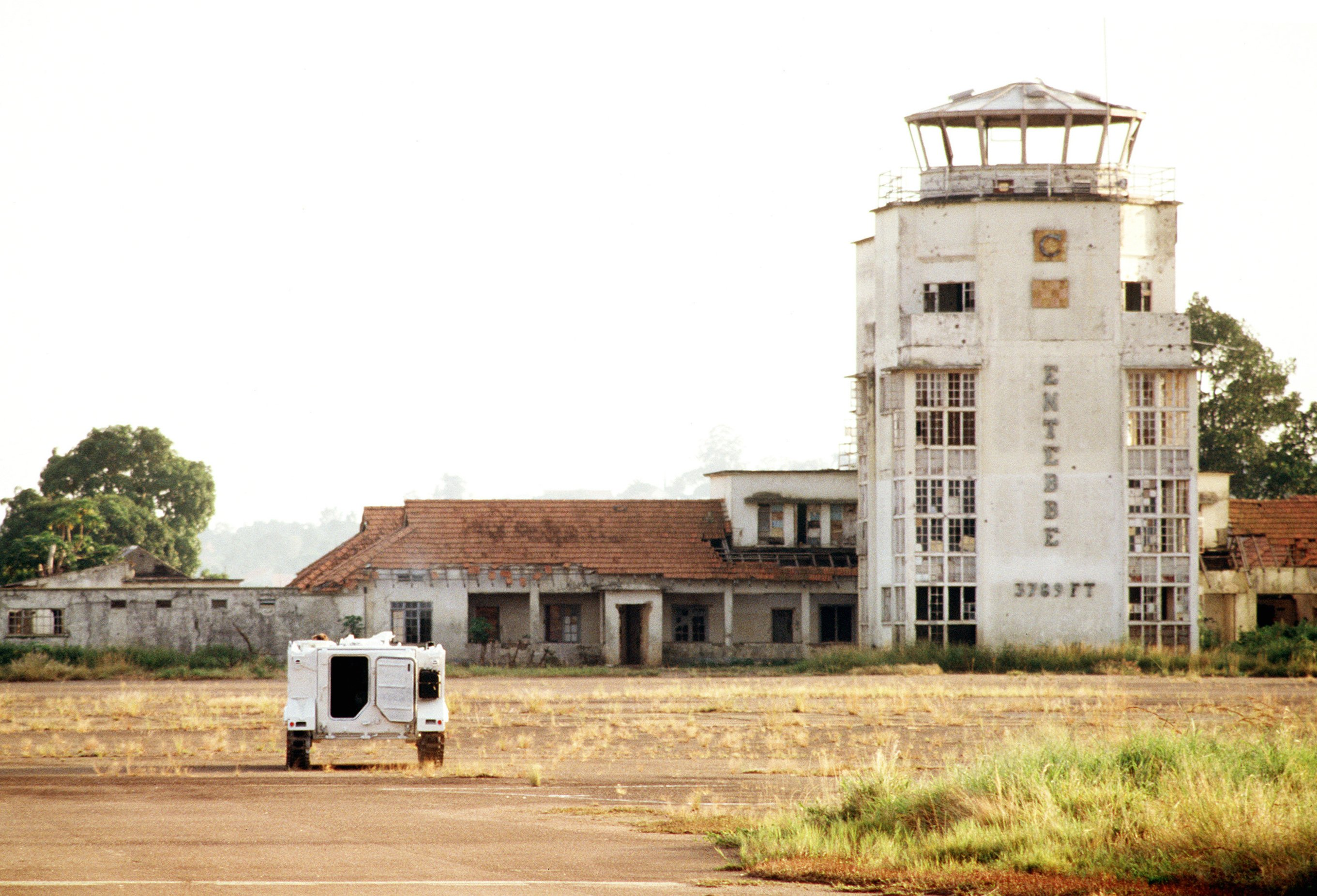
Аэропорт Энтеббе

Израильтяне приземлились в Энтеббе в 23:00 (UTC+2), загрузочные люки самолётов были открыты заранее. К зданию терминала направилась колонна из джипов Land Rover. Во главе колонны был чёрный «мерседес»: у противника должно было сложиться впечатление, что Амин или другое высокопоставленное лицо едет к терминалу со своим эскортом. Израильские водители ехали быстро, как и водители кортежа Амина. По дороге двое угандийских часовых (осведомлённых, что Иди Амин недавно приобрёл белый мерседес на смену чёрному) приказали кортежу остановиться. Коммандос перестреляли часовых из бесшумных пистолетов. Один из коммандос, ехавших в джипах вслед за мерседесом, заметил, что часовые ещё живы, и немедленно добил их огнём из своей штурмовой винтовки. Опасаясь, что угонщики преждевременно поднимут тревогу, штурмовая команда немедленно бросилась в атаку.
Штурмовики выскочили из своих автомашин и ринулись к терминалу. Заложники находились в главном холле здания аэропорта, прямо прилегающем к взлётно-посадочной полосе. Перед тем как ворваться в терминал, коммандос объявили через громкоговоритель: «Падайте на пол! Падайте на пол! Мы — израильские солдаты» на иврите и на английском. Жан-Жак Маймони, 19-летний иммигрант из Франции (который заявил угонщикам, что он израильский еврей, хотя у него был французский паспорт) остался стоять и был по ошибке застрелен израильским командиром роты Муки Бецером и другими солдатами, принявшими его за террориста. Другой заложник, 52-летний Паско Коэн, менеджер израильского фонда медицинского страхования, был смертельно ранен огнём коммандос. 56-летняя еврейка из России Ида Борохович, эмигрировавшая в Израиль, попала под перекрёстный огонь и была убита.
Согласно показаниям Илана Хартува, к моменту начала операции в холле с заложниками из террористов находился только Вилфрид Бёзе. Сначала он направил свой «калашников» на заложников, но «немедленно пришёл в себя» и приказал им прятаться в туалетах. По словам Хартува, Бёзе стрелял только по израильским солдатам, а не по заложникам.
Один из израильских коммандос закричал на иврите «Где остальные?», имея в виду террористов. Заложники показали на дверь в главный холл аэропорта. Израильские коммандос бросили туда несколько ручных гранат, затем зашли внутрь и застрелили трёх оставшихся террористов, тем самым завершив штурм. В это время приземлились другие самолёты С-130, из которых выехали бронетранспортёры, задачей которых было создать защитный периметр в ходе ожидаемого часа для дозаправки, а также уничтожение угандийских истребителей «МиГ», находившихся в аэропорту, чтобы предотвратить преследование израильтян после планируемого ими вылета из аэропорта, и сбор разведданных.
Перестрелка в зале аэропорта продолжалась 1 минуту и 45 секунд.
Завершив налёт, израильская штурмовая группа вернулась к самолётам, и начала посадку заложников на борт. В ходе посадки угандийские солдаты обстреляли их с диспетчерской вышки. Израильские коммандос ответили огнём из своих штурмовых винтовок. Вспыхнула короткая, но ожесточённая перестрелка. Израильский командир Йонатан Нетаньяху был ранен выстрелом в горло, и почти мгновенно умер, став единственным из коммандос, убитым в ходе операции. По меньшей мере пятеро других коммандос получили ранения. Израильтяне обстреляли вышку из лёгких пулемётов и гранатомётов РПГ, подавив огонь угандийцев. Вся операция заняла 53 минуты, на штурм ушло полчаса. Все семеро угонщиков и от 33 до 45 угандийских солдат были убиты. По данным израильских спецназовцев, в ходе операции в аэропорту были атакованы 8 угандийских истребителей двух разных моделей и некоторые из них в ходе атаки загорелись (какие именно, неизвестно). Из 106 заложников трое были убиты, одна осталась в Уганде, приблизительно 10 были ранены. 102 спасённых заложника улетели в Израиль через Найроби.
Через час после начала операции первый самолёт с заложниками вылетел в Найроби на дозаправку, а ещё через 42 минуты Уганду покинул последний израильский самолёт.

## Пострадавшие
Четверо заложников убиты, из них трое были застрелены во время спасательной операции.

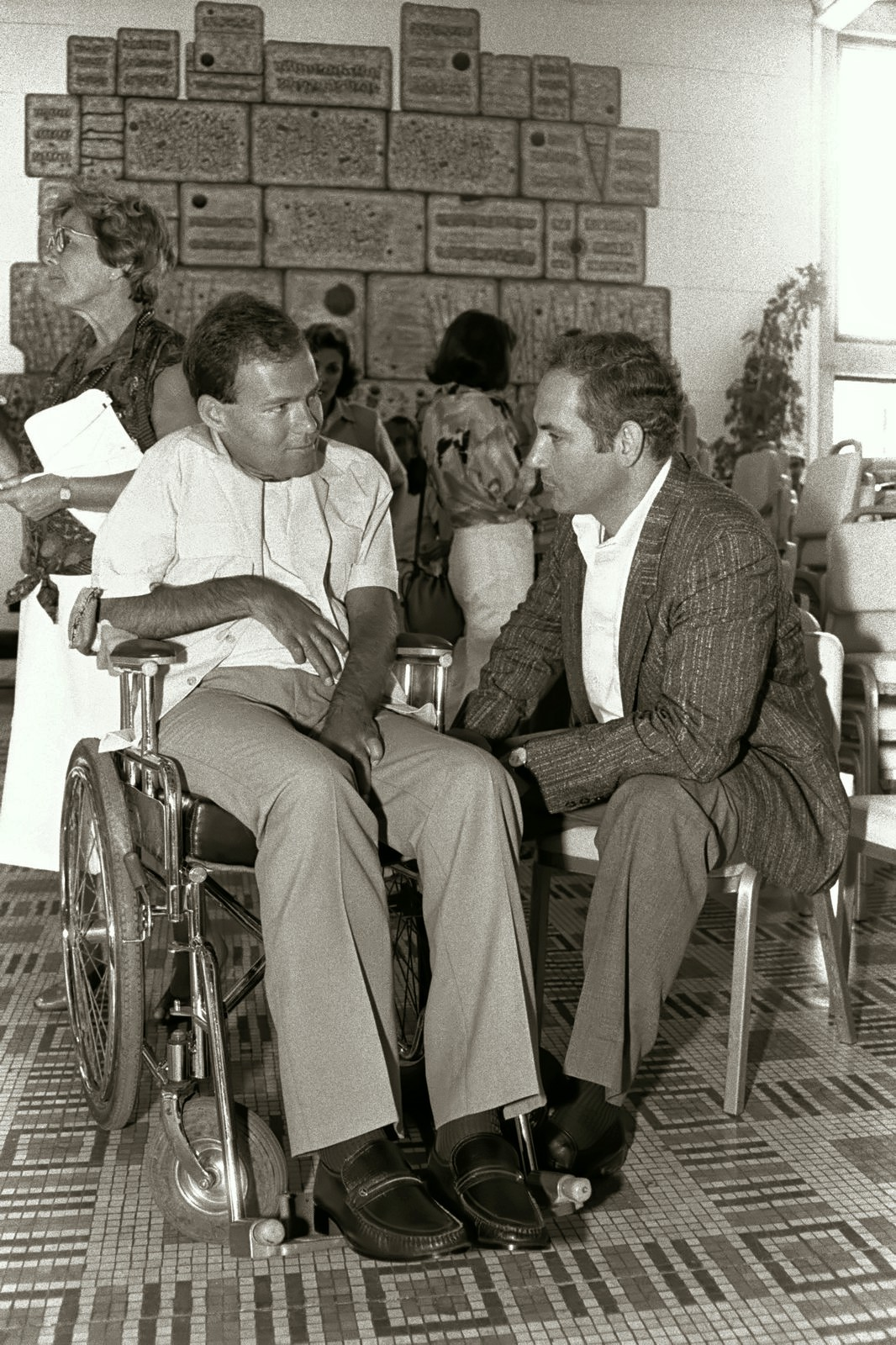
Биньямин Нетаньяху беседует с Сорином Хершко, тяжело раненным во время операции. Иерусалим, дом президента, 2 июля 1986 года

- 19-летний Жан-Жак Маймони был убит спецназовцами, которые приняли его за террориста, поскольку он не подчинился приказу «Ложись!» и встал.
- Паско Коэн — 52-летний менеджер израильского фонда медицинского страхования был убит в ходе перестрелки между террористами и бойцами спецназа.
- Ида Борохович — 56-летняя еврейка из СССР, недавно репатриировавшаяся в Израиль, была убита в ходе перестрелки.
- 74-летняя Дора Блох, гражданка Великобритании, проживавшая в Израиле, во время операции по освобождению заложников находилась в больнице г. Кампала, куда была помещена ранее с пищевым отравлением. После завершения операции Энтеббе она была убита[27][28] в больнице[29] двумя офицерами угандийских спецслужб по приказу Иди Амина[30]. Её останки были найдены в 1979 году. Дора Блох похоронена в Иерусалиме в том же году[31].

В группе захвата погиб только подполковник Йонатан Нетаньяху.
10 заложников и 5 бойцов спецназа были ранены. Один из раненых солдат, Сорин Хершко, остался инвалидом — ему парализовало ноги и руки.
По другим данным погибло 2 заложника, а ранено 9 человек: 4 военных и 5 гражданских лиц
7 из 10 террористов были убиты, в перестрелке погибло также 45 военнослужащих угандийской армии (половина погибла от «дружественного огня»). После освобождения заложников специальный отряд ВВС уничтожил на аэродроме 8 угандийских самолётов-истребителей МиГ-17 (по другим оценкам 30 истребителей Миг-17 и Миг-21 советского производства) и радарную вышку из опасения возможного преследования.

## Последствия

### Реакция Иди Амина
Офицеры угандийской армии пришли в госпиталь и убили 74-летнюю еврейку Дору Блох, израильскую иммигрантку из Британии, и нескольких докторов и медсестёр, которые, вероятно, пытались помешать убийцам. В апреле 1987 года угандийский министр юстиции Генри Куэмба, в то время генеральный прокурор, рассказал комиссии по правам человека в Уганде, что два армейских офицера, выполняя личный приказ Амина, выволокли Дору Блох из госпиталя и застрелили её, тело бросили в багажник автомобиля с номерами угандийской разведки. В 1979 году, после свержения режима Амина в результате угандийско-танзанийской войны, останки Доры Блох были обнаружены у сахарной плантации в 32 км к востоку от Кампалы.
Иди Амин приказал убивать кенийцев, проживающих в Уганде, в отместку Кении за помощь, оказанную Израилю при проведении операции. В результате были убиты 245 человек.

### Международная реакция
Правительство Уганды от лица министра иностранных дел Джумы Ориса потребовало созыва Совета Безопасности ООН, чтобы добиться официального осуждения действий Израиля на суверенной территории Уганды. Однако СБ ООН не принял никакой резолюции, осуждающей Израиль или Уганду за их действия. Тем не менее генеральный секретарь ООН Курт Вальдхайм заявил, что израильский рейд представляет собой «серьёзное нарушение национального суверенитета государства — члена ООН [Уганды]».
В своём обращении к Совету посол Израиля при ООН Хаим Герцог заявил:

 Наше послание Совету очень простое: Мы гордимся тем, что сделали, так как продемонстрировали миру, что в маленькой стране, оказавшейся в условиях Израиля (с этими условиями члены Совета сейчас очень хорошо знакомы), достоинство человека, ценность человеческой жизни и свободы являются высшими ценностями. Мы гордимся не только тем, что спасли свыше сотни невинных жизней — мужчин, женщин и детей — но значением нашего действия в деле человеческой свободы.
Оригинальный текст (англ.)We come with a simple message to the Council: we are proud of what we have done because we have demonstrated to the world that a small country, in Israel's circumstances, with which the members of this Council are by now all too familiar, the dignity of man, human life and human freedom constitute the highest values. We are proud not only because we have saved the lives of over a hundred innocent people—men, women and children—but because of the significance of our act for the cause of human freedom 
— Хаим Герцог
Израиль получил поддержку западного мира за свою операцию. Западная Германия назвала операцию «акцией самообороны». Франция и Швейцария похвалили Израиль за проведённую операцию. Представители Великобритании и США высоко оценили операцию, назвав её «невозможной». Некоторые источники в США отметили, что освобождение заложников произошло 4 июля 1976 года, через 200 лет после подписания декларации о независимости США. В частной беседе с послом Израиля Диницем Генри Киссинджер посетовал на израильских коммандос за использование американского оборудования, но эта критика не стала достоянием гласности.
Президент Уганды считал, что Кения, через территорию которой прибыли израильские самолёты и где они дозаправлялись, вступила в сговор с Израилем. Вскоре в Уганде сотни кенийцев были убиты в ходе погромов.
31 декабря 1980 года в столице Кении Найроби была взорвана гостиница «Норфолк», принадлежавшая в то время еврейской семье Блок. Известно, что исполнитель теракта, марокканец Каддура Мохаммед Абдель аль-Хамид, был членом НФОП, но организация отказалась взять на себя ответственность за его действия. Предполагается, что взрыв гостиницы был местью одновременно правительству Кении за его роль в операции «Энтеббе» и международной еврейской общине. Этот террористический акт стал первым случаем проявления международного терроризма на территории Кении. 13 человек разных национальностей погибло, 87 получили ранения.

### Прочие последствия
За свой отказ уехать (и впоследствии покинуть своих пассажиров и заложников), как предлагали террористы, капитан Бако получил выговор от руководства компании «Эр Франс» и был на некоторое время отстранён от работы.
Позднее Бако удостоился высшей награды Франции (ордена Почётного легиона). Остальные члены экипажа получили орден «За заслуги».
В последующие годы Бецер и братья Нетаньяху (Идо и Беньямин) (все — ветераны Сайерет Маткаль) принимали участие в общественных дискуссиях о том, кто был виновником преждевременной перестрелки, приведшей к гибели Йонатана Нетаньяху и частичной утере преимущества внезапности.
Американские военные создали высокооснащённые отряды коммандос по типу использованного в Энтеббе. Одной из операций по образцу операции в Энтеббе стала провалившаяся операция «Орлиный коготь» по спасению 53 заложников, удерживавшихся в здании американского посольства в Тегеране.

## Фильмы
Об этой операции было снято несколько фильмов:
- «Победа в Энтеббе» — телевизионный художественный фильм, 1976, США, IMDb.
- «Рейд на Энтеббе» — художественный кинофильм, 1977, США, IMDb.
- «Операция „Йонатан“» — художественный фильм, режиссёр Менахем Голан, 1977, Израиль. Номинация на премию «Оскар» за лучший фильм на иностранном языке. IMDb.
- Cohen on the Bridge: Rescue at Entebbe — документальный фильм (2012) режиссёра Эндрю Уайнриба.
- Серия «Штурм в Энтеббе» передачи «Критическая ситуация» (2007).
- «Операция „Шаровая молния“» — художественный фильм, режиссёр Жозе Падилья, 2018, Великобритания, США, IMDb.